# 阪口善雄
阪口 善雄（さかぐち よしお、1948年（昭和23年）6月23日 - ）は、日本の政治家。大阪府吹田市長（3期）、大阪府議会議員（3期）を務めた。

## 来歴
大阪府生まれ。大阪府立茨木高等学校、大阪市立大学文学部卒業。1982年から吹田市職員。
1987年、父親の跡を継ぎ、大阪府議会議員選挙に日本社会党公認で出馬し、初当選を果たした。以後3期連続当選。1999年、自民・民主・社民3党の推薦で吹田市長選挙に出馬し、当選。約30年続いた革新市政に終止符を打った（ただし阪口も元々は社会党の出身である）。
2011年4月、統一地方選挙に際して実施された吹田市長選に4選をめざして出馬したが、大阪維新の会が擁立した新人の井上哲也に敗れ、落選した。
2015年4月、統一地方選挙に際して実施された吹田市長選に返り咲きを目指し出馬したが、自民・公明推薦、共産自主支援の後藤圭二に敗れ、落選した。
2019年4月、統一地方選挙に際して実施された吹田市長選に立憲民主党・国民民主党・自由党・社民党　の推薦、日本共産党の支持を受け、返り咲きを目指し出馬したが、自民・公明が推薦する後藤圭二に再び敗れ、3番手で落選した。

## 人物
- 2008年、大阪府知事に就任した橋下徹が推進した大阪府立国際児童文学館の統廃合[2]や全国学力テストの結果公表[3]に反対の立場を取った。